# 반우형
반우형(潘佑亨)은 조선의 문신이다. 본관은 거제(巨濟). 자는 문보(文甫), 호는 옥계(玉溪)이다. 대사헌(大司憲)을 역임하며 정국공신(靖國功臣)에 녹권되었고, 기성군(岐城君)에 봉해졌다.

## 생애
1469년(예종(睿宗) 1년) 진사시(進士試)에 합격하였고, 1474년(성종 5) 식년 문과에 병과로 급제하였다.
1486년(성종 17)에 통선랑(通善郞) 사헌부 지평(司憲府持平)이 되었다.
1491년(성종 22)에 성균관 관원으로서 명성이 높아 자급이 승진하였는데, 왕이 말하기를 "반우형이 학문에 정통하여, 다른 사람이 그보다 낫지 못한 것은 모든 재신(宰臣)들도 다같이 아는 바이다. 이제 그 자급의 승진을 허락한 것은 유생을 위함이니, 아마 무방할 것이다." 하였다.
1493년에 사헌부 장령(司憲府掌令)이 되었다. 1495년(연산군 1)에 성균관 대사성(成均館大司成)이 되고, 1504년(연산군 10)에 동지성균관사(兼同知成均館事)를 겸하였다. 이어 동지중추부사(同知中樞府事)를 거쳐 한성부좌윤(漢城府左尹)과 우윤을 지냈다.
1505년(연산군 11) 대사헌(大司憲)에 오르고, 1506년(중종 1) 중종반정으로 정국공신(靖國功臣) 4등으로 녹권되어 이성군(利城君)에 책봉되었다가 기성군(岐城君)으로 개봉(改封)되었다.

## 저서
- 《옥계문집(玉溪文集)》